# Toleranční patent
Toleranční patent je zákonodárný dokument vydaný 13. října 1781 rakouským panovníkem a římskoněmeckým císařem Josefem II. Císař jím umožnil legální existenci dalších tří křesťanských vyznání (kromě dosud jediného povoleného římskokatolického). Ve skutečnosti však tato problematika byla upravena celou sérií patentů a nařízení, které upravovaly problematiku tolerance rozdílně pro různé země monarchie. K patentu také vznikla řada prováděcích nařízení. Jisté výjimky umožňující omezený výkon nekatolického náboženství v určitých místech existovaly už předtím (např. ve Slezsku). Toleranční patent se nevztahoval na Ašsko a neměnil postavení Židů (viz Židé v Česku).
Toleranční patent byl součástí rozsáhlých reforem v duchu osvícenského absolutismu, pro které se později vžil termín josefinismus.

## Důvody vydání patentu
Důvodem vydání tolerančního patentu byla snaha vyjít vstříc osvíceneckému evropskému trendu a současně se kultivovaným způsobem vyrovnat se zbytky zejména evangelického podzemního hnutí. Toleranční patent tuto menšinu vyvedl z ilegality a tím zviditelnil, takže na ni mohlo být působeno cíleně ideologicky, politicky i ekonomicky. Neposlední pohnutkou byla i snaha zabránit emigraci schopných a bohatých protestantů, aby zbytečně nedocházelo k hospodářskému oslabování habsburské říše. Tento motiv byl tváří v tvář hrozbě sílících sousedů (zejména Pruska) silnější než případná možnost „protistátní“ činnosti protestantů.

## Význam patentu

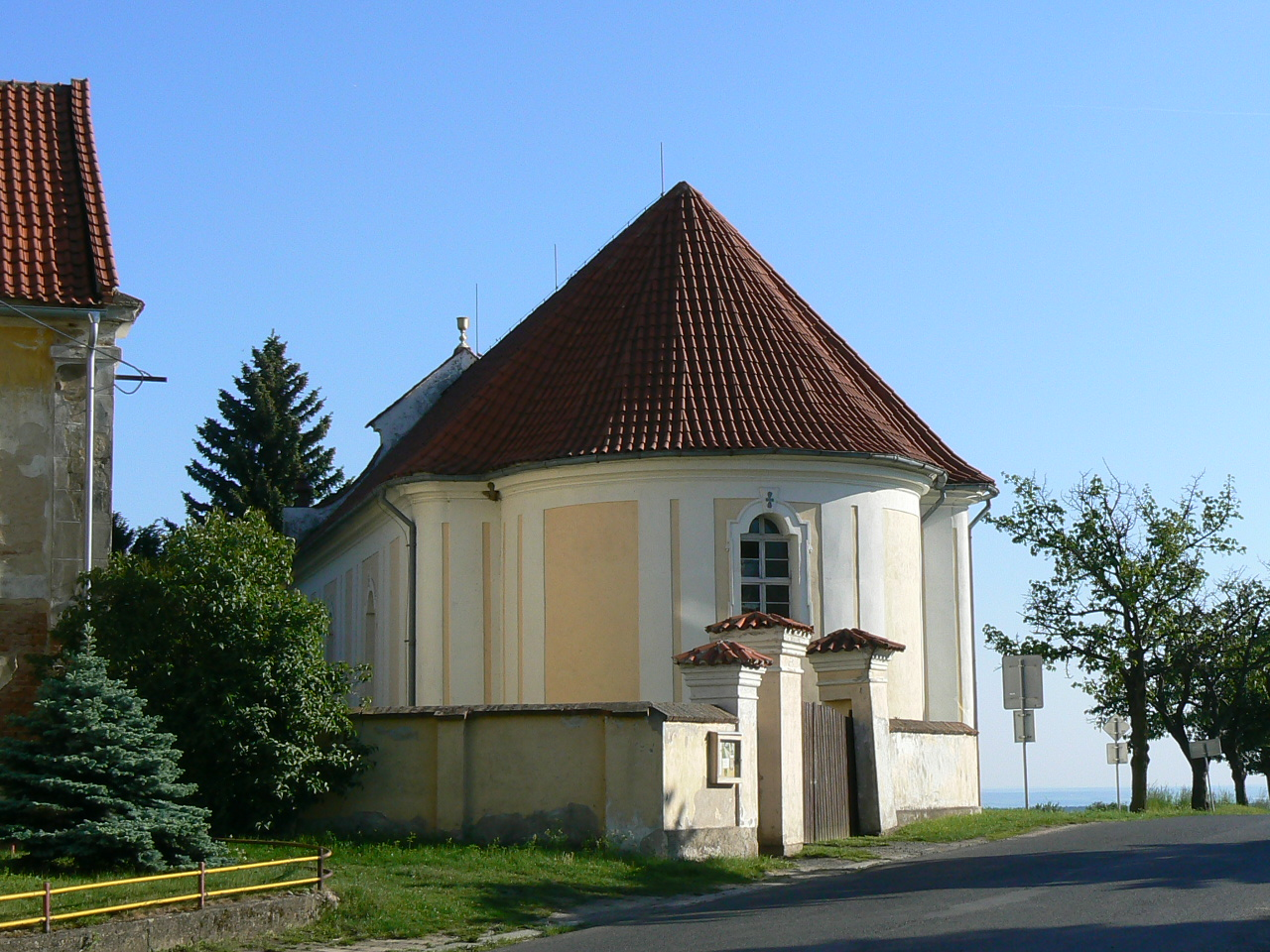
Toleranční modlitebna ve Vysoké. Je otočena k ulici apsidou, protože toleranční modlitebny nesměly mít vchod z ulice.

### Význam patentu obecně
Toleranční patent byl prvním krůčkem k nastolení náboženské svobody. Privilegované postavení si i po jeho vydání uchovala římskokatolická církev. Vedle ní však byla trpěna vyznání augšpurské (luterské), helvetské a řeckopravoslavné (tzv. nesjednocení Řekové).

### Význam patentu pro příslušníky nekatolických vyznání
Občansky byli příslušníci tolerovaných církví zrovnoprávněni s katolíky. Směli provozovat řemesla, nabývat cestou dispenze akademických hodností a městských práv a zastávat veřejné úřady. V praxi však dosahovali vyššího společenského postavení mnohem nesnadněji nežli příslušníci „panujícího náboženství“.

## Omezení tolerovaných vyznání

### Obecná omezení
Bohoslužby těchto trpěných církví mohly mít jen soukromý ráz. Jejich kostely musely stát mimo hlavní ulice, nesměly mít věže, zvony ani jiné zjevné prvky sakrální stavby. Stavby vzniklé tímto omezením označujeme pojmem toleranční modlitebna.
Ti, kteří se k tolerovaným církvím přihlásili v roce 1782, museli své rozhodnutí individuálně obhájit před komisemi zvlášť za tímto účelem zřízenými. To se vztahovalo jen na tento rok a jak katolický klér, tak i vrchnost obecně bránily obyvatelstvu aby se vůbec o patentu dozvědělo. Ti, kteří chtěli z římskokatolické do tolerované církve přestoupit v dalších letech (až do r. 1861), museli absolvovat u místně příslušného katolického kněze tzv. „šestinedělní cvičení“. Toto cvičení bylo nutné absolvovat celé, ale přitom mohlo být i na dlouhou dobu přerušeno a přestoupení jedince k jiné církvi tak mohlo být tímto způsobem oddalováno. Místní úřady taky často ty, kdo chtěli přistoupit k jiné církvi, různým způsobem šikanovaly. Pokud navštívila osoba římskokatolického vyznání nekatolické bohoslužby, bylo zákonnou povinností přítomného faráře vykázat ji.

### Úprava problematiky smíšených manželství
Ze smíšených manželství, v nichž byl otec římským katolíkem, musely být všechny děti ze zákona křtěny v katolické církvi. Byl-li otec z tolerované církve, následovaly děti konfesi rodičů podle pohlaví (součástí tolerované církve se tedy mohl stát jenom syn; za předpokladu, že by smíšená manželství uzavírali ve stejné míře muži i ženy katolíků i příslušníků tolerovaných církví, by se tak děti ze smíšených manželství ze 3/4 stávaly katolíky).

### Ekonomické znevýhodnění
Příslušníci tolerovaných církví si museli vybudovat ze svých prostředků kostely, fary, školy, hřbitovy, vyplácet svého faráře, resp. učitele. Vedle toho museli odvádět dávky i katolickým farářům, z jejichž farností přestupem odešli, aby tito „tolerancí neutrpěli újmu“. Žádosti o vrácení původně evangelických kostelů zkonfiskovaných po Bílé hoře římskokatolickou církví byly zamítnuty, tento majetek římskokatolická církev původním vlastníkům nevrátila.

## Pozdější vývoj
Do roku 1787 se k jiným náboženstvím přihlásilo v Čechách a na Moravě 78 000 osob, z toho 19 000 příslušníků augšpurské (luterské) církve a 59 000 členů helvetské církve, což bylo dohromady asi 1,84 % českého obyvatelstva. Kromě toho bylo v českých zemích a na Moravě 13 647 židovských rodin (numerus clausus).V roce 1785 bylo v českých zemích celkem napočítáno 4 250 000 obyvatel (viz Obyvatelstvo Česka).
Náboženskou rovnost s katolíky před zákonem získali pak členové tolerovaných církví v českých zemích Protestantským patentem z 8. dubna 1861. Rodiče po jeho vydání mohli svobodně rozhodovat o vyznání svých dětí, evangelické kostely (modlitebny) směly mít věže a zvony. Plná náboženská svoboda se stala skutečností až po vydání prosincové ústavy v roce 1867.

## Úryvek z dokumentu
Úryvek z patentu ve znění pro zemi Moravskou (cirkulář pro Moravu)
Její císařsko-královská apoštolská milost, naše nejmilostivější dědico-zemské kníže a pán, pán, přesvědčený z jednej strany z škodlivosti všeho přinucení svědomí a z druhej strany toho povážlivého užitku, jenž pro náboženství a pro země z opravdivej křesťanské tolerance povstává, dlé nejvyššího pod dátum 13. a receptum 26. dne měsíce října roku plynujícího prošlého reškryptu se nejmilostivěji pohnuta vynalezla, příbuzným augustanského a helvetského náboženství, jako i také nevjednocenýmu křeckýmu národu pryvátní s jejím náboženstvím se srovnávající provozování všudy podovoliti, bez ohledu zdaliž takové kdy obyčejno a uvedeno neb neuvedeno bylo.

Jedině katolickému náboženství má přednost veřejného nábožného provozování pozůstati, obojímu protestantskému náboženství ale tak, jako již uvedenému nevzjednocenému křeckému v všech místech, kdyby se to vedle počtu lidu dole znamenaného a dle fakultatův: obyvatelův dělati dalo a nekatoličtí by již v držení veřejného nábožného provozování postaveni nebyli, pryvátní exercycyum provozovati dovoleno býti…